# Заславські (Гедиміновичі)
Заславські — впливовий литовський княжий рід. Походив від сина великого князя литовського Гедиміна — Євнута, який, втративши великокнязівський престол, отримав у спадок Заславль (на Мінщині). Його праправнук, князь Михайло Іванович Заславський, одружившись із княжною Юліаною Іванівною Мстиславською, прийняв нове родове прізвище і був родоначальником князів Мстиславських.

## Історія
Євнут Гедимінович залишив після себе двох синів — Михайла Заславського (? — 1399) та Семена Свислоцького (? — 1411). Семен не залишив нащадків, а у Михайла було три сини — Олександр, Андрій та Юрій.
Від Юрія (? — бл. 1450) і пішли князі Заславські. Син його князь Іван Юрійович (? — бл. 1501), у свою чергу, залишив трьох синів — Михайла, Федора та Богдана. Михайло (? — 1529) в 1495 р. через шлюб отримав уділ та титул князів Мстиславських, і нащадки його вже писалися Мстиславськими або Мстиславськими-Заславськими. Федір (? — 1539) та Богдан (? — 1530) Заславські померли не залишивши синів, і на них рід власне князів Заславських згас.
Із синів Михайла Мстиславського молодший, Василь, помер раніше батька, а старший Федір (? — 1537) в 1526 р. переїхав до Москви. Син його Іван (? — 1586, помер на засланні) — боярин, другий воєвода Земщини, впав у боротьбі проти Бориса Годунова. Усі сини Івана окрім Федора померли молодими та бездітними.
Князь Федір Іванович Мстиславський (? — 1622), боярин з 1577 р., воєвода, конюший, голова Семибоярщини — тимчасового уряду 1610 р. Федір Мстиславський був одним із найбагатших людей Росії, він мав величезну колекцію дорогоцінної зброї, яка після смерті володаря відійшла до персональної царської скарбниці. Він не залишив нащадків чоловічої статі, і на ньому рід Мстиславських вигас, як і загалом гілка Євнутовичів.

## Представники
- Євнут Гедимінович (? — 1366) — Великий князь Литовський (ймовірно 1341—1345), князь Заславський (1345 — після 1366).
  - Семен Євнутович (? — після 1411) — князь свислоцький (до 1390 — після 1411 рр.) У 1390 р. взятий у полон Вітовтом Кейстутовичом і виданий Ордену як заручник. У 1411 р. в числі інших князів підписав мир з Орденом
  - Михайло Євнутович (? — 12.08.1399) — князь Заславський (бл. 1366—1399). Загинув у битві на р. Ворсклі.
    - Юрій Михайлович — Князь Заславський (1399—? рр.) Відомий з родоводів.
      - Іван Юрійович (1468—1499) — князь Заславський (2-а пол. XV ст.), намісник мінський.
        - Михайло Іванович (? — 1529) — князь мстиславський (1499—1514, 1519—1529 рр.), намісник вітебський (1494—1495). Одружився у 1499 р. з княжною Юліанною Іванівною Мстиславською. У придане отримав Мстиславське князівство і став писатися князем Мстиславським. У серпні 1514 р. капітулював перед московським військом, очоленим кн. М. Д. Щенятєвим і кн. І. М. Воротинським і склав васальну присягу. Після битви під Оршею знову повернувся у Литву. 2-га дружина — Василиса Іванівна Гольшанська-Дубровицька. Його нащадки княжили у Мстиславському князівстві та володіли уділами в Московії, і писались Мстиславськими.
          - Марина Михайлівна (?—1563) — дружина 1) Юрія Григоровича Остика; 2) Миколая Петровича Кішки.
          - Томіла Михайлівна (?—1555)
          - Анастасія Михайлівна (?—1580)
          - Богдана Михайлівна (?—1565), перший чоловік — Андрій Сангушко, другий — Андрій Никодимович Цехановський.
          - Федір Михайлович Мстиславський (? — 30 червня 1537) — московський боярин, муромський воєвода (1530—1532); дружина — Анастасія Петрівна, дочка казанського царевича Куйдагула.
            - Іван Федорович Мстиславський (?—1586) — московський боярин, воєвода.
              - Федір Іванович Мстиславський (? — 19 лютого 1622) — московський боярин з 1572 року, видний діяч часів Смути, голова Семибоярщини (1610—1612), керував Земським собором 1613 року, на якому було обрано нового царя.
                - Василь Федорович Мстиславський, помер молодим.
                - Ольга Федорівна
                - Ірина Федорівна

              - Василь Іванович (?—1582) — московський боярин
              - Анастасія Іванівна
              - Ірина Іванівна

          - Василь Михайлович

        - Федір Іванович (? — 1539) — князь Заславський (1499—1539), намісник вітебський (1492), брянський (1494—1499), оршанський (1501—1538). Дружина — Софія Андріївна Санґушко.
          - Анна Федорівна (? — 1572) — 1-й чол. — Іван Глібович; 2-й — Ієронім Сенявський (1516—1579/1582), воєвода руський.

        - Богдан Іванович (? — бл. 1530) — намісник мінський (1499—1519). Дружина — Аграфена Ходкевич († після 1542), донька Івана Ходкевича.
          - Федька Богданівна — 1-й — Семен Підберезький; 2-й — Андрій Одинцевич.
          - Марія Богданівна — 1-й — Василь Толочинський; 2-й — Іван Горностай.
          - Анна Богданівна — князь Януш Любецький.
          - Томіла Богданівна — князь Григорій Горський.

        - N дочка — дружина Богдана Глинського.
        - Марія Іванівна — дружина Івана Красного(?)
        - Софія Іванівна — ймовірно[2] дружина Миколая Радзивіла Старого († 1509), воєводи віленьського.

    - Андрій Михайлович (? — після 1404) — Князь Заславський (? — після 1404 рр.) Згаданий у документі 1404 р.